# Anthony van Hoboken
Anthony van Hoboken (Róterdam, 23 de marzo de 1887-Zúrich, Suiza; 1 de noviembre de 1983) fue un importante musicólogo y mecenas neerlandés, además de coleccionista de objetos musicales.

## Datos biográficos
Tras estudiar en Fráncfort del Meno se trasladó a Múnich en 1917. Allí fue mecenas de varios artistas, como los pintores Georg Schrimpf, Heinrich Maria Davringhausen, Rudolf Levy o el escritor Oskar Maria Graf.
En 1925 cambió su lugar de residencia y fue a vivir a Viena con objeto de completar sus estudios musicológicos. Tras la anexión de Austria a la Alemania nacionalsocialista (Anschluss) se trasladó en 1938 a Suiza, donde vivió primeramente en casa de Wilhelm Furtwängler en St. Moritz, luego —entre 1940 y 1950— en Lausanne y, finalmente, a partir de 1951 en Ascona.

## El catálogo
Su labor más conocida es el índice completo de las más de 750 composiciones (además de las canciones) de Joseph Haydn, publicado entre 1957 y 1978 en tres volúmenes bajo el título: J. Haydn, Thematisch-bibliographisches Werkverzeichnis. Se publicó en la editorial Schott, de Maguncia, especializada en temas musicales.
Desde esta publicación, tras las obras de Haydn se suele escribir la abreviatura "Hob." (a veces también "H.") para indicar el lugar que ocupa esa obra en el listado de Hoboken.
A diferencia de otros catálogos, como el de Ludwig von Köchel para las obras de Wolfgang Amadeus Mozart o el de Otto Erich Deutsch para las de Franz Schubert, que siguen un criterio cronológico, Hoboken se guía por uno temático o tipológico, que no siempre tiene en cuenta el orden de composición, sino que agrupa las obras por su afinidad. Por ejemplo, la categoría I agrupa todas las sinfonías, la III, los cuartetos de cuerda, la XVI, las sonatas para piano, etc.
En 1970, el musicólogo americano Howard Chandler Robbins Landon publicó un catálogo cronológico de las obras de Haydn con numerosas mejoras respecto del de Hoboken.

## La obra de Hoboken
Joseph Haydn: Thematisch-Bibliographisches Werkverzeichnis zusammengestellt von Anthony van Hoboken. 
- Bd. 1: I. Abteilung: Instrumentalwerke. 848 S. Schott, Maguncia 1957.
- Bd. 2: II. Abteilung: Vokalwerke, III. Abteilung: Die schottischen Lieder, Sammelwerke und als Sammlungen erschienene Ausgaben von Haydn-Werken. 602 S. Schott, Maguncia 1971.
- Bd. 3: Tabellen und Register, Addenda und Corrigenda. 424 S. Schott, Maguncia 1978.

(Es decir:
Joseph Haydn: Thematisch-Bibliographisches Werkverzeichnis zusammengestellt von Anthony van Hoboken. 
- Vol. 1: 1.ª sección: Obras instrumentales.
- Vol. 2: 2.ª sección: Obras vocales, 3ª sección: Las canciones escocesas, obras de conjunto y ediciones de las obras de Haydn publicadas como colecciones.
- Vol. 3: Tablas e índices, añadidos y correcciones.